# Teiko Kiwa
Teiko Kiwa, ursprungligen Laetitia Jacoba Wilhelmina Klingen, född den 20 november 1902, död den 29 maj 1983, var en japansk sångerska (sopran).
Teiko Kiwa fick sin utbildning i Italien, där hon sedan kom att bosätta sig. Åren 1928–1939 företog hon framgångrika turnéer i Europa och USA. Även i Sverige hade Teiko Kiwa stora framgångar, särskilt med titelpartiet i Madame Butterfly.